# 콘 스미스 트로피

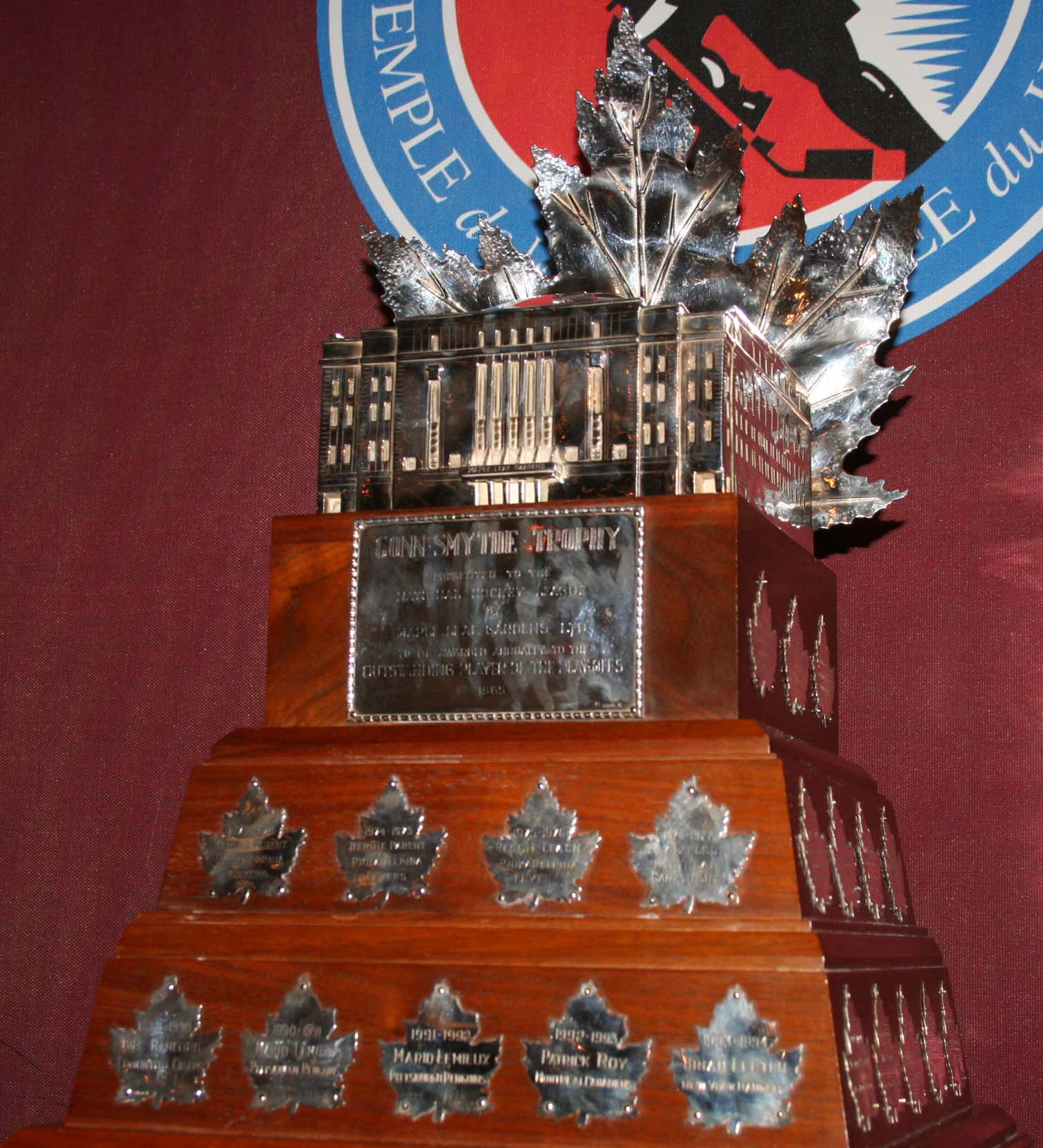

콘 스미스 트로피(영어: Conn Smythe Trophy)는 북아메리카 최상위 프로 아이스하키 리그인 내셔널 하키 리그(NHL) 플레이오프에서 최우수 선수에 주어지는 상이다. 투표는 프로 하키 기자 협회 투표에서 결정된다. 수상식은 스탠리 컵 최종 시상식에서 NHL 커미셔너로부터 수여된다.